# Javier Andrés Julio
Javier Andrés Julio  (n. Ciudad de Buenos Aires, 16 de agosto de 1977) es un deportista argentino de la especialidad de esquí acuático que fue campeón suramericano en Medellín 2010. Además fue campeón mundial de esquí náutico (waterski) en 2009 ganando el overall del campeonato mundial 2009. En 2013 ganó el premio Jorge Newbery.

## Trayectoria
Además del título mundial 2009, La trayectoria deportiva de Andrés Julio Javier se identifica por su participación en los siguientes eventos nacionales e internacionales:

### Juegos Suramericanos
Fue reconocido su triunfo de ser el segundo deportista con el mayor número de medallas de la selección de  Argentina en los juegos de Medellín 2010.

#### Juegos Suramericanos de Medellín 2010
Su desempeño en la novena edición de los juegos, se identificó por ser el trigésimo deportista con el mayor número de medallas entre todos los participantes del evento, con un total de 4 medallas:

- , Medalla de oro: Water Ski Slalom Men
- , Medalla de oro: Esquí Náutico Figuaras Hombres
- , Medalla de oro: Esquí Náutico Overall Men
- , Medalla de plata: Esquí Náutico Salto Hombres